# Bernd Rumpf
Bernd Rumpf (* 21. März 1947 in Göttingen; † 1. Oktober 2019 in Berlin) war ein deutscher Schauspieler, Synchronsprecher sowie Hörspiel- und Hörbuchsprecher.

## Leben
Rumpf absolvierte eine Ausbildung an der Folkwang Hochschule Essen in Schauspiel und Pantomime.
Als Sprecher war er ab Mitte der 1990er-Jahre die deutsche Standardstimme von Liam Neeson, etwa in Nell (als Dr. Jerome „Jerry“ Lovell), in Davor und danach (als Ben Ryan), in Star Wars: Episode I – Die dunkle Bedrohung, The Clone Wars und Star Wars Rebels (als Qui-Gon Jinn), in 96 Hours (als Bryan Mills), in Batman Begins (als Henri Ducard\Ra’s Al Ghul), in Family Guy (Staffel 13, Episode: Irische Kämpfe als Liam Neeson), sowie in Battleship (als Admiral Shane). Zu seinen weiteren wohl bekanntesten Synchronrollen gehörten u. a. From Dusk Till Dawn als Stimme von George Clooney (Seth Gecko) und der Oscar-prämierte Film Elizabeth – Das goldene Königreich als Stimme von William Houston (Don Guerau de Spes). In der Serie Akte X – Die unheimlichen Fälle des FBI sprach er die Stimme von Peter Donat (Bill Mulder). 2010 wurde er vom deutsch-französischen Fernsehsender Arte als neue deutsche Stimme des 2009 verstorbenen britischen Schauspielers Patrick McGoohan und dessen Rolle als Nummer 6 in der gleichnamigen Serie engagiert. Das ZDF hatte für seine Ausstrahlung 1969 nur 13 von 17 Episoden mit dem Schauspieler Horst Naumann synchronisiert. ARTE brachte die Serie im Juli und August 2010 erstmals komplett und auf Deutsch ins deutsche Fernsehen. Ebenso sprach er Martin Landau als Commander John Koenig für die DVD-Veröffentlichung in den bisher fehlenden Szenen und Folgen der britischen Science-Fiction-Serie Mondbasis Alpha 1, da das ZDF Folgen damals kürzte, oder gar nicht erst sendete. Der damalige Sprecher von Martin Landau war Manfred Schott.
Nachdem Rumpf schon 1995 Alan Rickman in Sinn und Sinnlichkeit (als Colonel Christopher Brandon) synchronisiert hatte, übernahm er nach Erich Hallhubers Tod 2003 die Synchronisation von Rickman in den Harry-Potter-Verfilmungen (als Severus Snape). Er hatte sich in einem Casting für diese Rolle durchgesetzt, indem er sich an der Stimme seines Kollegen und Vorgängers Erich Hallhuber orientierte. Auch in Sweeney Todd – Der teuflische Barbier aus der Fleet Street (als Judge Turpin) und in Das Parfum – Die Geschichte eines Mörders (als Antoine Richis) wurde Rickman von Rumpf gesprochen. Außerdem sprach er in Tim Burtons Verfilmung Alice im Wunderland die Rolle des Absolem, welche im Original von Alan Rickman gesprochen wurde. Bernd Rumpf erhielt für seine Sprechrollen einige Auszeichnungen.
Seit 1974 spielte Bernd Rumpf in verschiedenen Häusern, wie beispielsweise am Theater am Neumarkt und dem Schauspielhaus in Zürich sowie dem Deutschen Theater Berlin als Theaterschauspieler. Auch in verschiedenen Fernsehserien, etwa in Verliebt in Berlin oder Rote Rosen, war er engagiert.
Rumpf war mit der Schauspielerin Roswitha Dost verheiratet. Er starb am 1. Oktober 2019 im Alter von 72 Jahren.

## Synchronrollen (Auswahl)
Peter Stormare
- 1990: Zeit des Erwachens als Neurochemist
- 1997: Der Polygraph als Christof Haussman

Ed O’Neill
- 1992: Wayne’s World als Imbissbesitzer Glenn
- 1993: Wayne’s World 2 als Imbissbesitzer Glenn

Alfred Molina
- 2001: Mord im Orient-Express als Hercule Poirot
- 2003: Identität als Dr. Malick
- 2006: The Da Vinci Code – Sakrileg als Bischof Aringarosa
- 2007: Seide als Baldabiou
- 2007: The Company – Im Auftrag der CIA (Miniserie) als Harvey Torriti
- 2009: An Education als Jack
- 2010: Duell der Magier als Maxim Horvath
- 2010: Prince of Persia: Der Sand der Zeit als Scheich Amar

Alan Rickman
- 1995: Sinn und Sinnlichkeit als Colonel Christopher Brandon
- 2004: Harry Potter und der Gefangene von Askaban als Prof. Severus Snape
- 2005: Harry Potter und der Feuerkelch als Prof. Severus Snape
- 2006: Das Parfum – Die Geschichte eines Mörders als Antoine Richis
- 2007: Harry Potter und der Orden des Phönix als Prof. Severus Snape
- 2009: Harry Potter und der Halbblutprinz als Prof. Severus Snape
- 2010: Harry Potter und die Heiligtümer des Todes – Teil 1 als Prof. Severus Snape
- 2010: Alice im Wunderland als Absolem, die blaue Raupe
- 2011: Harry Potter und die Heiligtümer des Todes – Teil 2 als Prof. Severus Snape
- 2013: Der Butler als Ronald Reagan
- 2016: Alice im Wunderland: Hinter den Spiegeln als Absolem, die blaue Raupe

Liam Neeson
- 1994: Nell als Dr. Jerome „Jerry“ Lovell
- 1996: Davor und danach als Ben Ryan
- 1998: Les Misérables als Jean Valjean
- 1999: Das Geisterschloss als Dr. David Marrow
- 1999: Star Wars: Episode I – Die dunkle Bedrohung als Qui-Gon Jinn
- 2000: Ein Herz und eine Kanone als Charles „Charlie“ Mayeaux
- 2002: K-19 – Showdown in der Tiefe als Mikhail Polenin
- 2002: Gangs of New York als Priester Vallon
- 2002: Star Wars: Episode II – Angriff der Klonkrieger als die Stimme von Qui-Gon Jinn
- 2004: Kinsey – Die Wahrheit über Sex als Alfred Kinsey
- 2005: Königreich der Himmel als Godfrey de Ibelin
- 2005: Batman Begins als Henri Ducard/Ra’s al Ghul
- 2005: Breakfast on Pluto als Pater Bernhard Liam
- 2006: Seraphim Falls als Carver
- 2008: 96 Hours als Bryan Mills
- 2008: Der Andere als Peter
- 2009: Five Minutes of Heaven als Alistair Little
- 2009: After.Life als Eliot Deacon
- 2009: Chloe als David Stewart
- 2010: Das A-Team – Der Film als Col. John „Hannibal“ Smith
- 2010: Kampf der Titanen als Zeus
- 2010: 72 Stunden – The Next Three Days als Damon Pennington
- 2011: Unknown Identity als Dr. Martin Harris
- 2012: The Grey – Unter Wölfen als Ottway
- 2012: The Dark Knight Rises als Ra’s Al Ghul
- 2012: 96 Hours – Taken 2 als Bryan Mills
- 2012: Zorn der Titanen als Zeus
- 2012: Battleship als Admiral Shane
- 2013: Anchorman – Die Legende kehrt zurück als History Channel Moderator
- 2013: Dritte Person als Michael
- 2014: 96 Hours – Taken 3 als Bryan Mills
- 2014: Operation: Nussknacker als Raccoon
- 2014: The LEGO Movie als Bad Cop
- 2014: Non-Stop als Bill Marks
- 2014: Ruhet in Frieden – A Walk Among the Tombstones als Matt Scudder
- 2014: A Million Ways to Die in the West als Clinch
- 2015: Ted 2 als Kunde
- 2015: Entourage als Liam Nesson
- 2015: Run All Night als Jimmy Conlon
- 2016: Operation Chromite als Douglas MacArthur
- 2016: Sieben Minuten nach Mitternacht als Monster
- 2016: Silence als Cristóvão Ferreira
- 2017: Daddy’s Home 2 – Mehr Väter, mehr Probleme! als Liam Neeson
- 2017: The Secret Man als Mark Felt
- 2017: Der Weihnachtsstern als Radio DJ
- 2018: The Commuter als Michael McCauley
- 2018: The Ballad of Buster Scruggs als Impresario
- 2018: Widows – Tödliche Witwen als Harry Rawlings
- 2019: Hard Powder als Nels Coxman
- 2019: Men in Black: International als High T

### Filme
- 1986: Die Bombe fliegt – Michael Richards als Lacrobat
- 1988: Faule Tricks und fromme Sprüche – Brian Thompson als Kenny Hamilton
- 1989: Der Club der toten Dichter – John Cunningham als Mr. Anderson
- 1990: Durch die Hölle nach Westen – Jonathan Banks als Woodward
- 1991: Run – Lauf um dein Leben – James Kidnie als Sammy
- 1992: Affäre in Trinidad – Don Kohler als Jimmy Peters
- 1993: David und König Saul – John Van Eyssen als Joab
- 1994: Blink – Tödliche Augenblicke – Peter Friedman als Dr. Ryan Pierce
- 1996: From Dusk Till Dawn – George Clooney als Seth Gecko
- 1996: Auge um Auge – Joe Mantegna als Detective Sergeant Denillo
- 1997: Titanic – Jonathan Hyde als Joseph Bruce Ismay
- 1998: Unheimliche Begegnung der dritten Art – Final Cut – Bob Balaban als David Laughlin
- 1998: Armageddon – Das jüngste Gericht – Keith David als General Kimsey
- 2000: Der kleine Vampir – Richard E. Grant als Ludwig von Schlotterstein
- 2004: Kill Bill: Vol. 2 – Quentin Tarantino als Erzähler
- 2008: Der Pate – Teil II – Paul B. Brown als Senator Ream
- 2013: Turbo – Kleine Schnecke, großer Traum – Kurtwood Smith als Renn-Manager

### Serien
- 1989: Auf der Flucht – Paul Lambert als Soloman
- 1990: Das Model und der Schnüffler – Julius Carry als Straßenarbeiter
- 1990: Mord ist ihr Hobby – Rene Auberjonois als Captain Walker Thorn
- 1991: Die Liebestollen Stewardessen – Michael Cole als Greg
- 1994: Die Seaview – In geheimer Mission – Del Monroe als Kowalski
- 1994: Raumschiff Enterprise – Das nächste Jahrhundert – Richard Allen als Tamarianischer Erster Offizier
- 1995: Aladdin – Dorian Harewood als Käpt’n Morsch
- 1997: Geschichten aus der Gruft – Anthony Andrews als Jonathan
- 1998: Emergency Room – Die Notaufnahme – Leland Crooke als Bart
- 1998: Allein gegen die Zukunft – Shaun Toub als Hassan Rejim
- 1998: Seinfeld – Tom Wright als Mr. Morgan (1. Stimme)
- 1999: Die Profis – Die nächste Generation – Shaun Toub als Shabadi
- 2002: Buffy – Im Bann der Dämonen – Leland Crooke als Professor Levin
- 2003: Without a Trace – Spurlos verschwunden – Zach Grenier als Ricardo
- 2004: Scrubs – Die Anfänger – Eric Bogosian als Dr. Gross
- 2004: JAG – Im Auftrag der Ehre – Leland Crooke als Professor Sinclair
- 2006: Ghost Whisperer – Stimmen aus dem Jenseits – Peter Onorati als Anthony Masters
- 2007: Afro Samurai – Ron Perlman als Justice
- 2009: Cold Case – Kein Opfer ist je vergessen – Richard Nixon als Richard Nixon
- 2010: Fringe – Grenzfälle des FBI – Peter Weller als Alistair Peck
- 2011: Crusade – Joel Swetow als Ris
- 2013–2016: CSI – Den Tätern auf der Spur – Ted Danson als D.B. Russell
- 2014: Oz – Hölle hinter Gittern – J. K. Simmons als Vernon „Vern“ Schillinger
- 2017: Gotham – James Remar als Frank Gordon

### Videospiele
- 2011: Der Herr der Ringe: Der Krieg im Norden – als Agandaûr, Beleram, Gimli
- 2012: Diablo III – als Zoltun Kull
- 2014: Assassin’s Creed Unity – als François-Thomas Germain
- 2014: The Elder Scrolls Online – Großkönig Emeric
- 2016: Deponia Doomsday – als Rufus (Zukunft)
- 2016: Doom – als Sprecher im Intro
- 2018: League of Legends – als Swain
- 2018: Kingdom Come: Deliverance – als Hauptmann Bernard

## Hörspiele (Auswahl)
- 1983:Jean Baptiste Molière: Der fliegende Arzt – Regie: Ferry Bauer (Hörspielbearbeitung – ORF Vorarlberg)
- 2006: Star Wars 6-CD Hörspielbox: Episoden I-VI, Box-Set, Label: Folgenreich (Universal)
- 2008: Star Wars: Dark Lord (nach dem Roman Dunkler Lord: Der Aufstieg des Darth Vader von James Luceno) – Buch und Regie: Oliver Döring – ISBN 978-3-8291-2157-6
- 2015–2017: Monster 1983 (Audible-Hörspiel) als Doc Schulz

## Hörbücher (Auswahl)
- 2009: Eliot Pattison: Der tibetische Verräter, Steinbach sprechende Bücher, ISBN 978-3-88698-456-5
- 2009: Jan-Philipp Sendker: Das Herzenhören, Steinbach sprechende Bücher, ISBN 978-3-8371-3566-4
- 2010: Douglas Vermeeren: The Opus – Die Vision, Steinbach sprechende Bücher, ISBN 978-3-86266-022-3
- 2019: P. E. Mackintosh: Eine Leiche im Moor 1 (Inspector Moore ermittelt 1, Hörbuch, Audible)